# 原臺灣土木建築協會
原臺灣土木建築協會為臺灣臺北市中正區的一處歷史建築，為台灣日治時期的土木營造同業協會的會址。此建築於1945年的臺北大空襲中受到損毀，為台北市舊城區目前少數歷經空襲損毀還留存之建築，見證了台北市的歷史發展。

## 臺灣土木建築協會
日治時期之土木營造商被稱為「土木建築請負業」，臺灣土木建築協會即為土木營造同業之組織，其最初為於1907年經臺北廳長許可成立的「臺北請負組合」，於1910年5月20日改稱「臺灣土木協會」，於1927年11月9日成立社團法人，並於1930年3月7日改稱「臺灣土木建築協會」。臺北請負組合的成立係因土木同業為了改善同業現況，增進相關業者的信用，及為了同業聚會社交的目的所設立。土木同業在1905年討論後且組合申請許可經通過後，於1908年3月創立了臺北請負組合。
臺灣土木建築協會於日治時期之位置為大和町二丁目8番地，協會於1937年的理事及會長為藤江醇三郎（大倉土木臺灣出張所所長），常務為園部良治、池田好治、田村作太郎（成立田村組）、江原節郎（成立太田組）、神戶駒一（成立神戶組）、浦田永太郎（成立浦田組）、新建喜三，監事為今道定治郎、紺田隆太郎、土井豐吉（清水組臺北支店長）、顧問為安保忠毅（協會律師）。

## 建築特色
此建築於1945年的空襲中部分損毀，並在修繕後繼續使用，自1978年由臺灣區綜合營造業同業公會取得產權並使用至今，為臺北市舊城區少數歷經美軍空襲後留存至今之建築。建物入口門廳之樓梯間挑空，1、2樓南向室內天花板挑高，立面以大面開窗採光，整體設計風格具聚會所之特色。